# San Mateo (Apostolado de Almadrones)
San Mateo es una obra del Greco, realizada con la colaboración de su taller, datable entre 1608 y 1614, que formó parte del apostolado de la Iglesia de Almadrones, en la Provincia de Guadalajara, y actualmente disperso.

## Introducción
Durante la última década de su carrera, el Greco desarrolló un papel importante en la popularización de un tipo de conjunto pictórico llamado "apostolado". Un apostolado completo comprende trece imágenes, doce de las cuales representan a los apóstoles, mientras que otra figura a Cristo como Salvator Mundi. El apostolado de Almadrones es un conjunto incompleto —solamente ocho lienzos— originariamente en la iglesia parroquial de Almadrones, un pequeño pueblo de la Provincia de Guadalajara. La iglesia fue gravemente dañada durante la Guerra civil española. Las pinturas fueron retiradas para su custodia y restauración, y finalmente vendidas a diversas colecciones. Este conjunto repite con pocas variantes los modelos del Apostolado de la catedral de Toledo y del Apostolado del Museo del Greco. En el Museo del Prado se conservan cuatro lienzos: Salvator Mundi, San Jaime el Mayor, San Pablo y San Tomás. Las otras cuatro obras del conjunto están dispersas en otras colecciones, en Estados Unidos. Este lienzo es una de esas piezas.

## Análisis de la obra
- Pintura al óleo sobre lienzo;  72 x 55 cm.; 1608-14; Museo de Arte de Indianápolis.
- Las iniciales delta (δ) y theta (θ) aparecen en el hombro derecho, a manera de una firma.

Parece que este lienzo es el único del conjunto totalmente realizado por el Greco. La cabeza del personaje, la túnica azul y el mano rosado están pintados con gran maestría.